# Воларе
Воларе (на словенски: Volarje) е село в Словения, регион Горишка, община Толмин. Според Националната статистическа служба на Република Словения през 2015 г. селото има 245 жители.